# تندیسک یک زن (سده‌های ۵ تا ۶ پیش از میلاد، آیروم)
تندیسک یک زن (انگلیسی: Statuette of a Woman) متعلق به سده‌های ۵ تا ۶ پیش از میلاد یک تندیس برنزی است که در آیروم، ارمنستان کشف شده‌است. این تندیس جز مجموعه ای تحت شماره ۲۲۲۵-۱ است که در موزه تاریخ ارمنستان نگهداری می‌شود.

## توصیف
این تندیسک نقش مینیاتوری زنی برهنه را به تصویر می‌کشد که در گوشهٔ یک سکو ایستاده؛ او موهای بلند و بالا افراشته، صورتی صاف، و یک بینی بزرگ و بدون خم دارد. چشم‌ها و گوش‌ها به مانند زنخدان‌هایی گرد به چشم می‌آیند. روی گردن مجسمه یک گردنبند ضخیم قرار دارد. او دست چپش را دراز کرده و در آن یک پارچ گلابی‌شکل را نگه داشته‌است در حالی که دست راستش از آرنج خم شده و یک جام از جنس شاخ را نگاه داشته‌است.